# Onda män sover gott
Onda män sover gott (japanska: 悪い奴ほどよく眠る, Warui yatsu hodo yoku nemuru), i direkt svensk översättning: Ju sämre du är desto bättre sover du, är en japansk thrillerfilm från 1960 i regi av Akira Kurosawa med bland andra Toshiro Mifune, Masayuki Mori, Kyoko Kagawa och Tatsuya Mihashi i rollerna. Filmen är inspirerad av William Shakespeares pjäs Hamlet.

## Handling
Nishi är en ung framgångsrik affärsman. För att ytterligare stärka sin position inom firman han jobbar för, gifter han sig med Keiko, dotter till firmans VD Iwabuchi. Men det finns även en annan anledning till giftermålet. Nishi har nämligen upptäckt att hans fars död kan spåras direkt till sin blivande svärfar Iwabuchi, och Nishi planerar att förgöra Iwabuchi genom att gifta in sig i hans familj. Men allt går inte enligt Nishis planer.

## Mottagande
Filmen fick genomgående god kritik. Bland annat kallade tidningen The New York Times den "ett aggressivt och kyligt drama om dagens Japan".

## Rollista (i urval)
| Roll                          | Skådespelare      |
| ----------------------------- | ----------------- |
| Koichi Nishi                  | Toshiro Mifune    |
| Iwabuchi                      | Masayuki Mori     |
| Keiko Nishi, Iwabuchis dotter | Kyōko Kagawa      |
| Tasuo Iwabuchi, Iwabuchis son | Tatsuya Mihashi   |
| Moriyama, administrativ chef  | Takashi Shimura   |
| Shirai, kontraktschef         | Ko Nishimura      |
| Takeshi Kato                  | Takeshi Kato      |
| Wada, chefsassistent          | Kamatari Fujiwara |
| Nonaka, åklagare              | Chishu Ryu        |
| Okakura, åklagare             | Seiji Miyaguchi   |
| Verkställande direktör        | Ken Mitsuda       |